# Caetano Alexandre de Almeida e Albuquerque
Caetano Alexandre de Almeida e Albuquerque, né à Benfica le 15 avril 1824 et mort à Lisbonne le 8 septembre 1916, est un officier et administrateur colonial portugais qui fut gouverneur du Cap-Vert (29 mars 1869-26 février 1876), gouverneur général de l'Angola (juin 1876-juillet 1878) et gouverneur de l'Inde portugaise (3 décembre 1878-10 avril 1882).

## Écrits
- Relatórios dos governadores das províncias ultramarinas sobre o estado da administração publica nas mesmas provincias 1872-1874, Lisbonne, 1875, 377 pages[4].
- Relatórios dos governadores das províncias ultramarinas sobre o estado da administração publica nas mesmas provincías : Cabo Verde 1875-1876, 197 p.

## Postérité
Un monument est érigé à sa mémoire sur la place Alexandre Albuquerque à Praia.